# سكروندا
سكروندا (بالإنجليزية: Skrunda)‏ هي منطقة سكنية تقع في لاتفيا في Kuldīga District. يقدر عدد سكانها بـ 2,637 نسمة ومساحتها 7.912 كم2 وترتفع عن سطح البحر 50 متر.